# Chó Nureongi
Chó Nureongi hoặc Chó vàng đuôi cuộn Hàn Quốc hoặc Chó thịt Hàn Quốc là một con giống chó có nguồn gốc từ Hàn Quốc. Giống như chó bản địa Hàn Quốc như Chó Jindo Hàn Quốc, Chó đuôi cuộn Vàng Hàn Quốc là giống chó đuôi cuộn có kích thước trung bình, nhưng với một thân hình vạm vỡ, có các cơ lớn hơn và các mẫu lông đặc biệt. Nhìn chung chúng trông đồng nhất, với bộ lông ngắn màu vàng và các mảng lông khác nhau như mặt nạ, mặc dù có một số khác biệt. Chó Nureongi thường được sử dụng như một con chó chăn nuôi hoặc được nuôi lấy thịt.

## Ước tính số lượng
Trong một nghiên cứu năm 2009 về tiêu thụ thịt chó ở Hàn Quốc, Anthony Podberscek của Đại học Cambridge đã báo cáo rằng, mặc dù các loại chó khác cũng được nuôi và ăn, nureongi là giống chó được sử dụng phổ biến nhất cho mục đích này. Năm 1998, có tổng số 2.246.357 con chó ở Hàn Quốc nhưng chỉ có 882.482 con được nuôi để làm chó cưng. Vì hầu hết các chủ vật nuôi Hàn Quốc không có nhiều hơn một con chó, chó được chăn nuôi là "độc nhất vô nhị" của Hàn Quốc phải có số lượng chó lớn hơn mọi giống chó sống ở Hàn Quốc trong năm đó. Korea Observer cho biết vào năm 2015 rằng nhiều giống chó khác nhau được sử dụng làm thức ăn ở Hàn Quốc, bao gồm cả các gióng chó vốn là vật nuôi như Chó tha mồi Labrador, Chó tha mồi Vàng và Chó Cocker Spaniels và những con chó dùng giết mổ thịt của họ thường bao gồm cả thú cưng cũ.